# S/S Deutschland (1900)

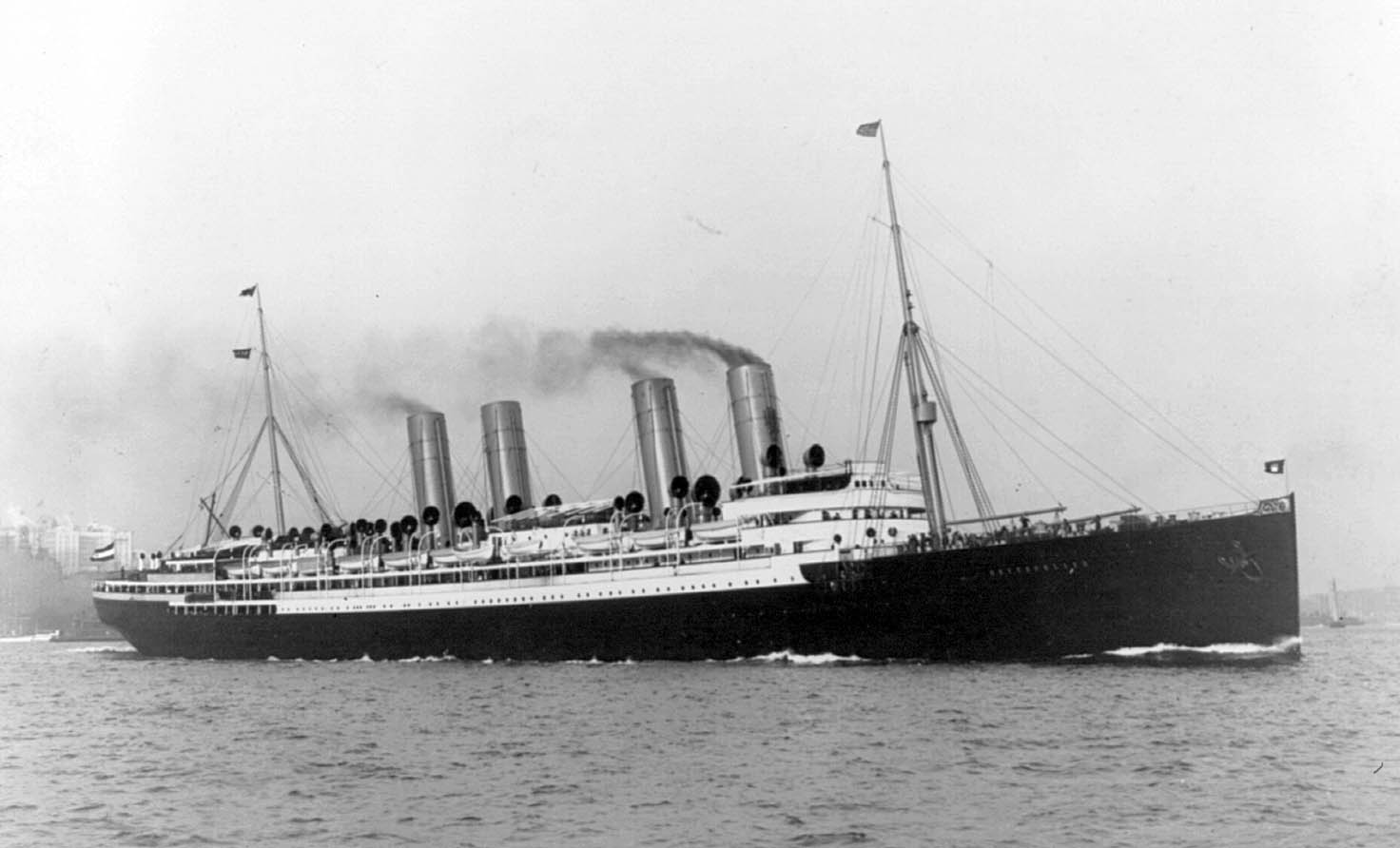
S/S Deutschland.

S/S Deutschland var en tysk oceanångare som sjösattes den 10 januari 1900. Fartyget byggdes vid varvet Vulcan i Stettin med dimensionerna 684 fots längd, 67 fots bredd och 16 500 ton. Jungfruresan startade den 6 juli 1900 i Hamburg och gick, via Plymouth, till New York. Det tog sex dygn att korsa Nordatlanten och med en medelfart på 22,42 knop erövrades Atlantens blå band. S/S Deutschland behöll det blå bandet i båda riktningarna till 1902, då det erövrades av Kronprinz Wilhelm under en västgående överfart.
1910 torrsattes S/S Deutschland för en större ombyggnad. På grund av vibrationsproblem i skrovet installerades ett maskineri med mindre effekt. 1911 sjösattes fartyget och fick då namnet Victoria Louise. I tre år gick hon som kryssningsfartyg, främst i Medelhavet, Västindien och skandinaviska farvatten. På grund av olika tekniska problem var fartyget upplagt på varv under första världskriget. Detta medförde att hon som enda stora tyska linjefartyg undgick att bli beslagtaget av de allierade i samband med freden 1918.
Efter kriget trafikerade fartyget linjen Hamburg - New York och hade då döpts om till Hansa. Sista resan i linjetrafik genomfördes 1924 och året efter gick hon till skrot i Hamburg.